# Vivre, mourir, renaître
Vivre, mourir, renaître (dt. etwa: „Lebe, sterbe, werde wiedergeboren“, internationaler Titel: To Live, To Die, To Live Again) ist ein französischer Spielfilm von Gaël Morel aus dem Jahr 2024. Das Liebesdrama ist zu Beginn der 1990er-Jahre vor dem Hintergrund der AIDS-Epidemie angesiedelt. Die Rollen dreier Jugendlicher, die in dieser Zeit einander begehren, übernahmen Victor Belmondo, Lou Lampros und Théo Christine. Das Werk wurde im Mai beim 77. Filmfestival von Cannes uraufgeführt werden und Ende September regulär in den französischen Kinos anlaufen.

## Handlung
Emma hat sich in Sammy verliebt. Dieser wiederum begehrt Cyril, der auch Gefühle für Sammy hegt. Eine mögliche Dreiecksbeziehung zwischen den Jugendlichen wird durch das Auftreten der Immunschwächekrankheit AIDS zunichtegemacht. Emma, Sammy und Cyril erwarten das Schlimmste. Das Schicksal hält für jeden Einzelnen eine unerwartete Wendung bereit.

## Veröffentlichung
Die Weltpremiere von Vivre, mourir, renaître erfolgte am 23. Mai 2024 im Hauptwettbewerb des 77. Filmfestivals von Cannes. Die Produktion wurde für die Sektion Cannes Premières nachgereicht, die für Werke bestimmt ist, die keinen Platz im Hauptwettbewerb erhielten.
Ein regulärer Kinostart ist am 25. September 2024 im Verleih von ARP Sélection vorgesehen.

## Auszeichnungen
Das Werk wurde beim Filmfestival von Cannes in die offizielle Auswahl für die Vergabe der Queer Palm aufgenommen.